# همفري لانكاستر (دوق غلوستر الأول)
همفري لانكاستر، دوق غلوستر الأول وإيرل بمبروك (بالإنجليزية: Humphrey of Lancaster, 1st Duke of Gloucester, 1st Earl of Pembroke)‏ هو الابن الرابع لهنري الرابع و الشقيق الأصغر لهنري الخامس، يعتبر همفري من أحد أعلام حرب الوردتين.